# Édith Lefel
Edith Lefel, née le 17 novembre 1963 à Cayenne en Guyane et morte le 20 janvier 2003 à Dreux en Eure-et-Loir, est une chanteuse française de zouk.

## Biographie
Édith Lefel est née à Cayenne le 17 novembre 1963, de mère guyanaise et de père martiniquais.Elle tient son prénom de l'ouragan Édith qui ravagea la Martinique le 25 septembre 1963[réf. souhaitée]. Elle passe les trois premières années de sa vie en Guyane avant de suivre ses parents en Martinique. Elle grandit en Martinique, puis à l'âge de 14 ans, elle vient en métropole, en région parisienne.
Sa carrière commence en 1984, quand elle part en tournée dans la Caraïbe. En 1987, elle travaille avec le groupe Malavoi, qui l'invite au Zénith de Paris. Elle enregistre en 1988 son premier album, La Klé, en 1992 le deuxième, Mèsi.
En 1996, Édith Lefel édite son troisième album, Rendez-vous, et chante à l'Olympia.
Édith Lefel a une relation très passionnelle avec le chanteur, auteur et compositeur Ronald Rubinel, qui lui compose de nombreuses chansons. Elle a deux enfants (des jumeaux nommés Chris et Matthieu) avec lui,.
Elle meurt à Dreux d'un malaise cardiaque le 20 janvier 2003. Elle repose au cimetière du Père-Lachaise à Paris (division 45).

## Discographie

### Albums
- Le meilleur de Édith Lefel (2003)
- Si seulement (2002)
- The best of Édith Lefel (2001)
- À fleur de peau (1999)
- Édith Lefel chante Édith Piaf (1999)
- Sanglots (1996)
- Édith Lefel à l'Olympia (1996)
- Rendez-vous (1996)
- Mèci (1992)
- La Klé (1988)
- Single promotionnel (non commercialisé) La quête (1999)

### Participations
- Tropical groove (2002) : Chanson "Mazouk Saint-Pierre"
- Jeux de dames Vol. 3 (2000) : Chanson "Bel pawol"
- Les ténors du Zouk (2001) : Chansons "An tan pou" et "Adieu"
- Mille et une nuits (1998 - Ronald Rubinel) : Chansons "Chale l'anmou (pou l'éternité)" et "Mi mwen" (duo)
- Marronage (1998 - Malavoi) : Chanson "Chanson d'amour" (avec Jean-Jacques Goldman)
- Les chronovoyageurs (1997 - Stone Age) : Participe à la chanson "Morglaz"
- Jeux de dames Vol. 2 (1997) : Chanson "An ti chans"
- Ti Jean, conte musical (1997) : participe aux chansons "La chanson de la reine" et "Shanga"
- Jeux de dames Vol. 1 (1994) : Chanson "Somnifère"
- Multicolor Vol. II (1994) : Chanson "Sové la nati"
- Matébis (1993 - Malavoi) : Chanson "La sirène"
- Y'a plus d'hiver (1992 - Philippe Lavil) : Chanson "Touché en vol" (duo)
- Ethnikolor Vol. 1 (1990) : Chanson "Sensation"
- Bal boutché (1990) : Chanson "Sensation"
- Kebo (1989 - Mav Cacharel) : chanson "Yo dit"
- Zouk à la barre (1989) : participe aux chansons "Vagabond" et "Mwen pé pa"
- Tilda (1987) : Chansons "An ti son" (duo avec Jocelyne Béroard) et "Ti manmail" (duo avec Ronald Rubinel)
- Jacky all stars (1984) : Chanson "Etiw doudou"

## Récompenses
- 1992 : Prix Sacem Guadeloupe : Lauréate Meilleure Interprète Féminin pour l'album Mèci[4]

## Hommages

### Livres sur Édith Lefel
- Marie Line Ampigny, Édith Lefel, une flamme créole, Jasor, 2003 (OCLC 70855327)
- Emelyne Medina-Defays, Édith Lefel, une vie, Creon music, 2003 (OCLC 469750049)
- (en) Ashyia N. Henderson, Contemporary Black Biography : profiles from the international Black community, vol. 41 (Biography), Détroit, Gale Research Inc., coll. « Gale virtual reference library », 2004, 336 p. (ISBN 9780787667290 et 9781414435695, OCLC 527366354), « Édith Lefel »

### Filmographie
- Édith Lefel, une vie (2003) : documentaire de 55 min réalisé par Éric Basset, écrit par Éric Basset et Teddy Albert[5].
- Édith Lefel… mon ange (2003) : clips

### Musique

#### Album
- Je m'Edith, Ronald Rubinel, 2003, Rubicolor
- Edith Lefel Tribute, Valérie Louri, 2013, CD, Aztec Musique, CM2413, France

#### Concerts
En janvier 2014, un concert, Éternelle Édith Lefel, lui rend hommage au Cabaret Sauvage. Il est organisé par Aztec Musique et France Ô et réunit plusieurs artistes (Jocelyne Béroard, Tony Chasseur, Fabrice di Falco, Fanny J, Valérie Louri, Lynnsha, Orlane, Tanya Saint-Val, Ralph Thamar, Warren, Loriane Zacharie).